# Великий чикагский пожар

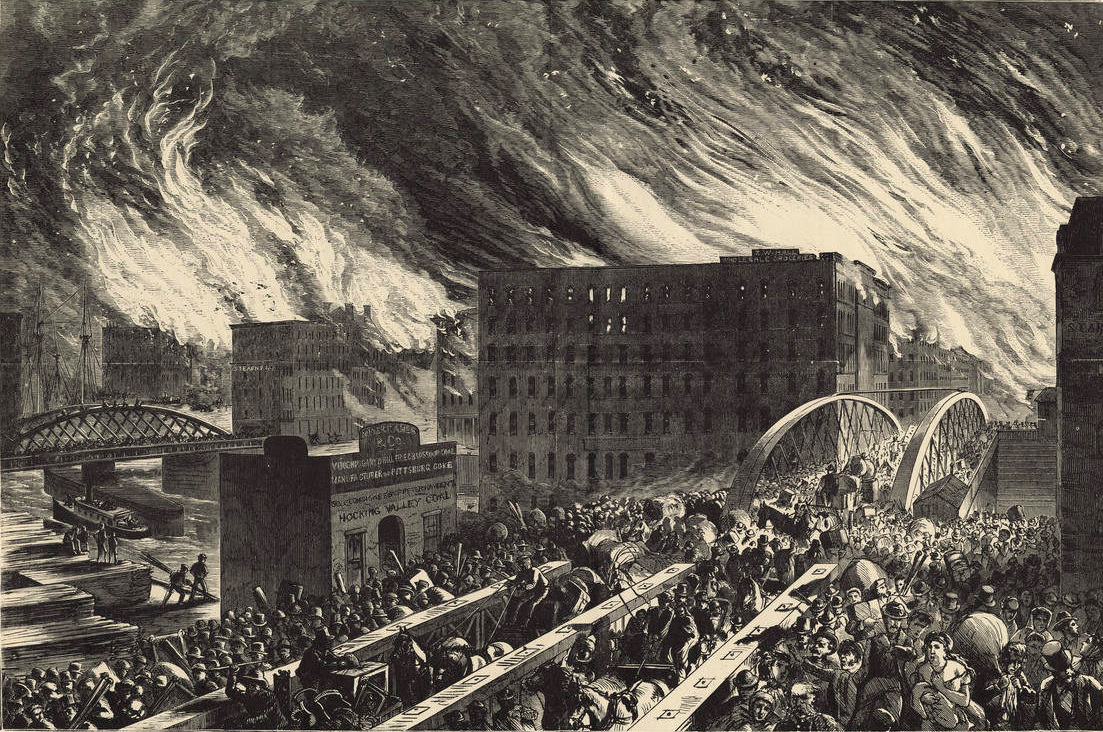
Великий чикагский пожар

Великий чикагский пожар продолжался с 8 октября по 10 октября 1871 года. Пожар уничтожил большую часть города Чикаго, сотни жителей города погибли. Несмотря на то, что пожар был одной из самых масштабных катастроф XIX века, город сразу же начал перестраиваться, что послужило толчком к превращению Чикаго в один из самых значимых городов США.

## Причины пожара
Пожар начался в 9 часов вечера 8 октября 1871 года в маленьком сарае на задворках дома 137 по ДеКовен-стрит.
По наиболее известной версии, пожар вызвала корова, опрокинувшая копытами керосиновую лампу. Корова принадлежала Патрику и Кэтрин О’Лири. Эта история появилась в виде слухов ещё до окончания пожара и была опубликована в газете «Чикаго Трибьюн» сразу же после окончания пожара. Изложивший эту версию в прессе журналист Майкл Эхерн впоследствии признал, что он эту историю выдумал.
Позже историк-любитель Ричард Бейлс пришёл к выводу, что пожар начался, когда Дэниел Салливан, первым сообщивший о начале пожара, пытаясь украсть молоко из сарая, поджёг там сено. Обозреватель газеты «Чикаго Трибьюн» Энтони ДеБартоло придерживался мнения, что пожар начал некий Луис Кон во время игры в крэпс. Согласно книге Алана Вайкса, опубликованной в 1964 году, Кон сам признался в содеянном.

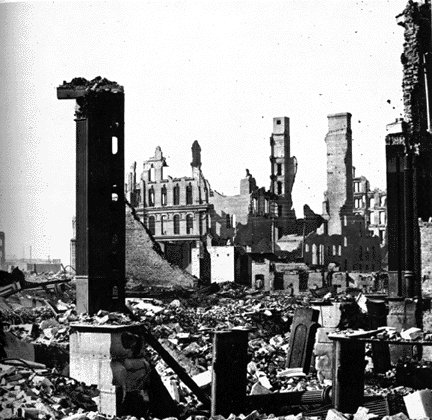
Сгоревшие здания в центре Чикаго, 1871 год

## Распространение огня
Когда пламя объяло сарай, соседи бросились к дому О’Лири, пытаясь спасти его от огня. Этот дом, на самом деле, был практически не повреждён пожаром. Однако пожарная охрана забила тревогу только в 21:40, в то время, как сильный юго-западный ветер относил огонь к сердцу города. Вскоре пламя перекинулось на близлежащие постройки и дома. Разогретый ветер нёс огонь на северо-восток. К полуночи пламя перекинулось через южный рукав реки Чикаго. Плотно стоящие деревянные дома, пришвартованные вдоль реки корабли, деревянные тротуары, угольные склады способствовали быстрому распространению огня. Разогретый воздух поджигал крыши домов на большом расстоянии от пожара.
В огне погибли отели, магазины, церкви, опера и театры в центре города. Пожар продолжал распространяться, жители города искали убежища в северной части города, по мостам переходя через северный рукав реки Чикаго. Вскоре огонь добрался и туда, сжигая дорогие дома на севере города. Тысячи жителей города собрались в Линкольн-парке и на берегу озера Мичиган.
К вечеру понедельника ветер наконец стих и пошёл моросящий дождь. Пожар сошёл на нет, оставив позади себя 48 почти полностью разрушенных кварталов от дома О’Лири до Фуллертон-авеню на севере города.

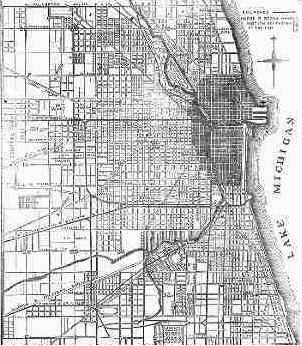
Карта Чикаго 1871 года. Тёмная часть была уничтожена пожаром.

Несколько дней после окончания пожара сгоревшие останки домов оставались настолько горячими, что анализ масштаба разрушения не представлялся возможным. В конце концов было определено, что пожар уничтожил всё в полосе 4 мили (6 км) в длину и в среднем три четверти мили (1 км) в ширину. Общая площадь пожара составила 2000 акров (8 км²), включая 73 мили (120 км) дорог, 120 миль (190 км) тротуара, 2000 фонарных столбов, 17 500 зданий, общей стоимостью 222 миллиона долларов, то есть примерно треть города. Из 300 тысяч жителей города 90 тысяч остались без крова. Местные газеты заметили, что размеры пожара превзошли пожар Москвы во время Отечественной войны 1812 года. Интересно, что некоторые здания выжили в огне. Самое известное из них — Чикагская водонапорная башня, которая стоит на прежнем месте по сей день и служит неофициальным мемориалом пожару. Башня была всего лишь одним из пяти общественных зданий, выстоявших при пожаре. Ещё одно такое здание — Церковь святого семейства, было церковью, в которую ходила семья О’Лири.
После пожара было найдено 125 тел погибших. Официальное количество погибших составило 200—300 человек, что является небывало малым числом для пожара подобной силы. Впоследствии другие катастрофы в Чикаго забирали намного больше жизней: 605 человек погибли в пожаре театра «Ирокез» в 1903 году, в 1915 году 835 человек погибло, когда в реке Чикаго затонул корабль «Истленд». Несмотря на это, Великий чикагский пожар остаётся самой известной катастрофой в истории города.
Спекулянты землёй и владельцы бизнесов тут же начали перестраивать город. В 1871 году мэром города был избран Джозеф Медилл, который активно взялся за переустройство города и решение возникших проблем. Вся страна помогала городу деньгами, одеждой, едой, мебелью. Первый груз с деревом для строительства прибыл в день, когда было потушено последнее горящее здание. Всего 22 года спустя 21 миллион человек прибыл в город на Всемирную выставку.
В 1956 году остатки дома О’Лири были снесены и на их месте была построена Чикагская пожарная академия.

## Другие события

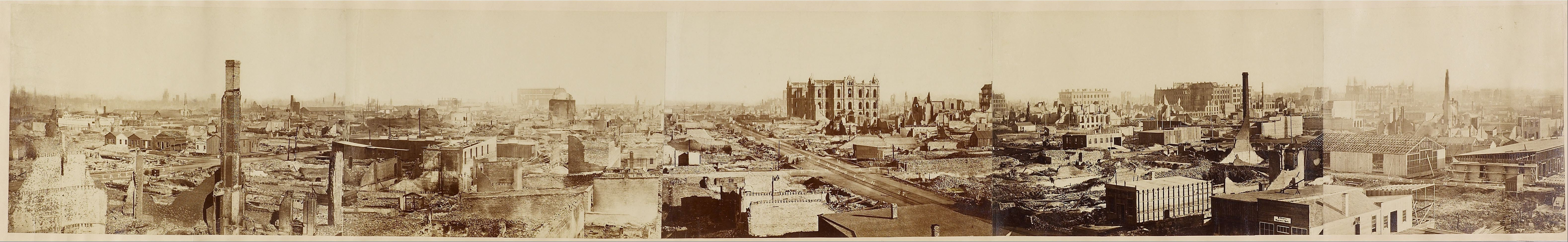
Панорама Чикаго после пожара

Осень 1871 года выдалась жаркой, сухой и ветреной. В тот же день произошло ещё три больших пожара на берегах озера Мичиган:
1. В 400 милях (600 км) к северу от Чикаго степной пожар уничтожил город Пештиго в штате Висконсин вместе с дюжиной соседних деревень. При этом число жертв этого пожара составило от 1200 до 2500 человек. Несмотря на то, что пожар в Пештиго унёс наибольшее количество человеческих жизней в истории США, в то время он остался почти незамеченным ввиду значительной удалённости региона.
2. На восточном берегу озера Мичиган пожар уничтожил город Холланд.
3. В 100 милях (160 км) к северу от Холланд огромный пожар спалил посёлок лесорубов Манисти.

## Иная версия
То, что четыре крупных пожара на берегах озера Мичиган произошли в один и тот же день, наталкивает на мысль о единой причине. Существует предположение, согласно которому пожары были вызваны столкновением Земли с осколками распавшейся кометы Биэлы. Как доводы в пользу этой версии приводились необычно быстрое распространение пожара и свидетельства некоторых очевидцев об «огне, падающем с неба». Однако данное суждение не получило подтверждения и признания.